# Heinrich Cotta

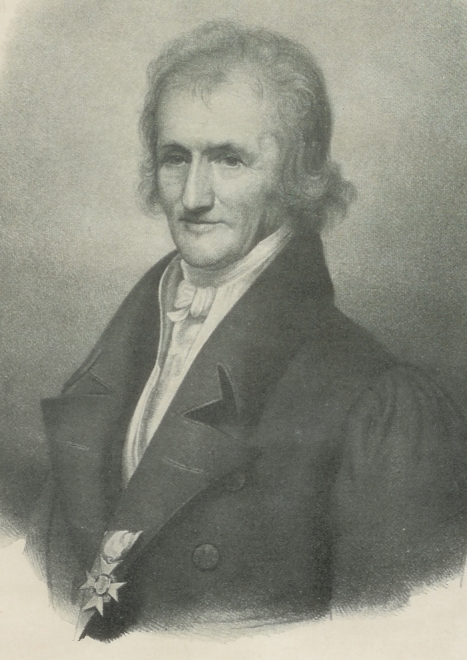
Heinrich Cotta

Heinrich Cotta (ur. 30 października 1763 w Klein Zillbach, zm. 25 października 1844 w Tharandt) – niemiecki leśnik. Był współtwórcą naukowych podstaw leśnictwa. W 1795 roku założył pierwszą niemiecką szkołę leśnictwa. W 1811 roku szkołę przekształcono w Królewsko-Saksońską Akademię Leśnictwa w Tharandt. Obecnie uczelnia ta stanowi Wydział Leśnictwa, Geologii i Hydrologii Uniwersytetu Technicznego w Dreźnie.